# Pango
Pango és una biblioteca de codi obert per al disseny i dibuix de text internacional com a part del congunt GTK+2 i, per tant, de l'entorn gràfic GNOME per a sistemes operatius linux. Empra la llibreria HarfBuzz.
El nom pango procedeix del grec pan (Παν, tot) més la paraula del japonès go (語, idioma).